# خوسيه أنطونيو ليما
خوسيه أنطونيو ليما (16 أكتوبر 1966 - ) هو مدرب كرة قدم ولاعب كرة قدم برتغالي في مركز الهجوم. شارك مع منتخب البرتغال تحت 21 سنة لكرة القدم ومنتخب البرتغال لكرة القدم. أما مع النوادي، فقد لعب مع أتليتيكو كلوب دي برتغال وألفيركا وسبورتينغ لشبونة وفيتوريا دي غيماريش.

## وصلات خارجية
- خوسيه أنطونيو ليما على موقع قاعدة بيانات كرة القدم.إي يو (الإنجليزية)
- خوسيه أنطونيو ليما على موقع ناشيونال فوتبول تيمز (الإنجليزية)
- خوسيه أنطونيو ليما على موقع عالم كرة القدم.نت (الإنجليزية)